# 森忠洪
森 忠洪（もり ただひろ）は、播磨国赤穂藩5代藩主。

## 略歴
享保16年（1731年）10月23日（または享保13年（1728年））、藩主森家の家老・森正典の子として生まれる（各務利直の七男ともいわれる）。
延享3年（1746年）12月8日に第4代藩主・森政房が死去したため、その養子となる。延享4年（1747年）2月6日に家督を継ぎ、12月15日に従五位下・和泉守に叙位・任官する。生来から学問好きだったため、藩財政難打開を目指して文人を数多く登用し、その文人による学問的な藩政改革を行なった。主に塩田開発を行なったが、この改革は一時的に成功し、後に「大盛院（忠洪の戒名）時代」と称されている。
明和6年（1769年）7月23日、長男・忠興に家督を譲って隠居し、以後は秋香亭傘路と号して俳諧の道を歩み、「秋香亭句集」を残している。安永5年（1776年）6月2日に死去した。享年46（または49）。

## 系譜
- 父：森家家臣森正典（1681-1739）または森家家臣各務利直[3]
- 母：森氏または側室久昌院
- 養父：森政房（1710-1747）
- 正室：常陸国笠間藩主井上正之の娘
  - 長男：森忠興（1752-1784）
- 側室：西宮氏
  - 三男：森忠賛（1758-1837） - 森忠興の養子
- 生母不明の子女
  - 女子：政子 - 千代子、出羽国本荘藩主六郷政展正室。死別後、三河国挙母藩主内藤学文継室
  - 女子：森政宣室